# Ludovico Gimignani

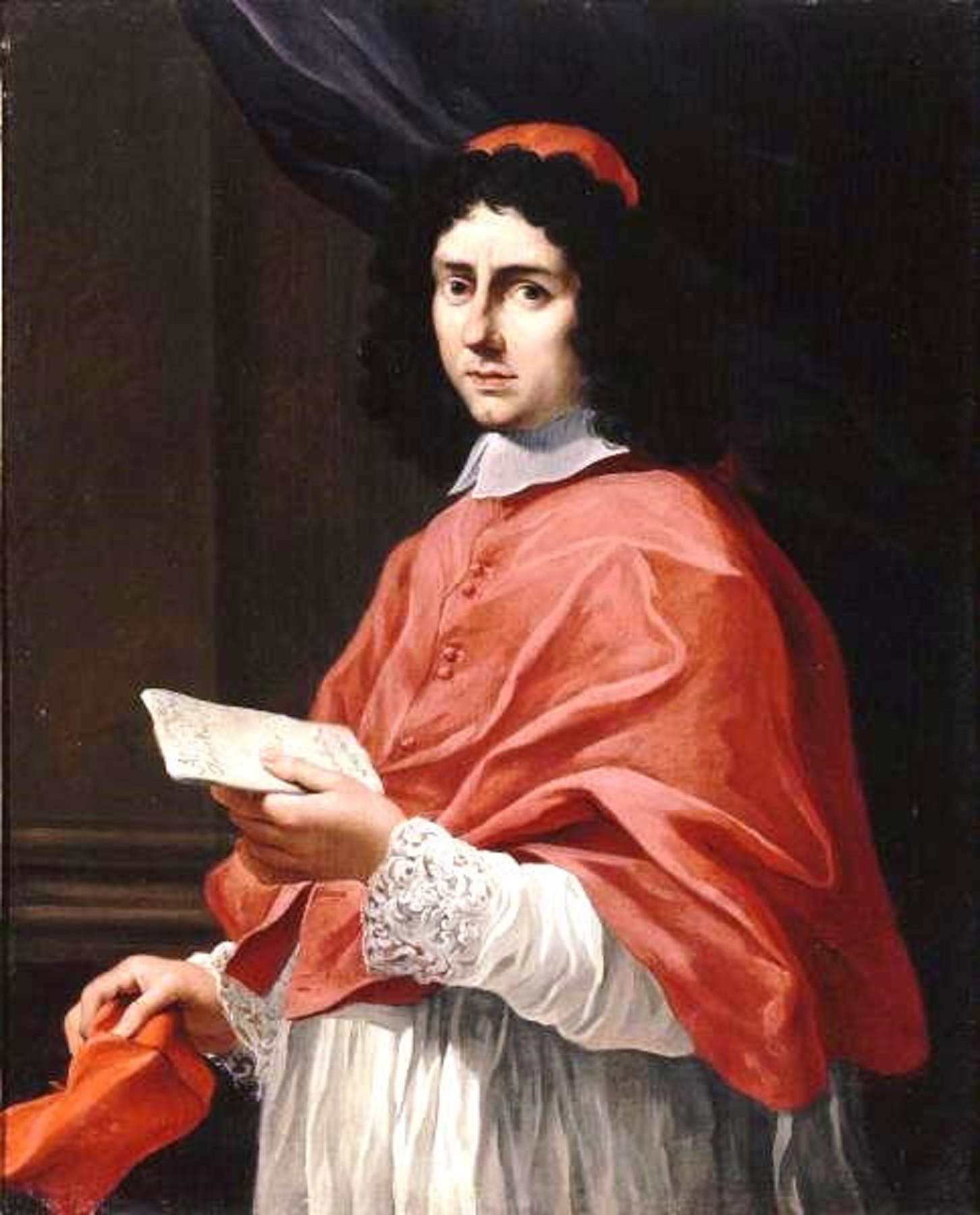
Cardeal Felice Rospigliosi (m. 1688), de Ludovico Gimignani

Ludovico Gimignani (1643–26 de junho de 1697 (54 anos)) foi um pintor italiano do barroco italiano ativo principalmente em Roma.

## Biografia
O pai de Ludovico, Jacinto Gimignani (1611–1681) foi um dos principais pupilos oriundos do "estúdio" de pintores que trabalhava para Pietro da Cortona e que também era patrocinado pelo seu conterrâneo de Pistoia, o cardeal Rospigliosi. A mãe de Ludovico era filha do pintor Alessandro Turchi. Ele próprio nasceu em Roma e aparentemente foi encorajado a seguir a carreira por Bernini.
Ludovico atuava principalmente pintando peças-de-altar para as igrejas de Roma, incluindo um "Batismo de Constantino" e a "História de São Silvestre para San Silvestro in Capite. Ele pintou ainda um "Anjo da Guarda" para a igreja de San Crisogono, um retrato de um "Garoto com um Galgo" no Palazzo Rospigliosi-Pallavicini (monte Quirinal) e uma peça-de-altar para o batistério de Sant'Andrea delle Fratte. Entre suas obras-primas está a peça-de-altar "Milagre de Santa Maria Madalena de Pazzi". Seu pai pintou o quadro que a acompanha, "Tentação de Santa Maria Madalena de Pazzi", e ambas as pinturas estão na segunda capela à esquerda da igreja carmelita Santa Maria in Montesanto ("Cappella di Santa Maria Maddalena de’ Pazzi"). São dele também os afrescos da abóbada (1685).
Em 1672, Ludovico juntou-se à Accademia di San Luca em Roma. Foi nomeado curador da galeria do Palazzo Quirinale papa Alexandre VII.
Morreu em Zagarolo em 1697.